# 산청버스터미널
산청버스터미널은 경상남도 산청군 산청읍 덕계로 16(산청리 225-5)에 위치한 대한민국의 시외버스 터미널이다.
과거에는 2층 건물에 노상 정차 형태의 5개의 승차홈으로 구성되어 있었고 산청합동버스터미널·산청합동주차장이라는 이름으로 개인이 운영하였으나 2012년 산청군에서 10억원의 사업비를 들여 터미널 부지 682m2와 매표소 사유건물을 매입해 2013년 4월 기존 터미널 건물들을 철거하고 다시 터미널을 신축하여 2013년 8월 22일 완공하였다. 터미널을 신축하는 동안 실제 버스 운행은 산청교육지원청 옆인 산청읍 지리 732번지 일대로 임시로 이전하였다가 2013년 8월 16일에 본래 자리로 환원하였다.

## 운행 노선

### 시외버스
| 방면        | 행선지                                                         |
| ----------- | -------------------------------------------------------------- |
| 수도권 방면 | 서울남부                                                       |
| 호남권 방면 | 남원, 오수, 운봉, 인월, 임실, 전주,                            |
| 영남권 방면 | 거창, 마산, 부산서부, 생초, 수동, 안의, 원지, 진주, 창원, 함양 |

### 승차홈
1. 진주, 부산방면: 터미널 안쪽 택시승강장 앞
2. 전주, 서울방면: 터미널 매표소 앞[9]
3. 군내버스: 터미널 안쪽

## 사진

산청터미널 직행시간표
산청터미널 출발 군내버스 시간표
산청터미널 요금표